# 思いやりのススメ
『思いやりのススメ』（原題:The Fundamentals of Caring）は、2016年のアメリカ合衆国のコメディ映画。監督はロブ・バーネット、主演はポール・ラッドが務めた。本作はジョナサン・エヴィソンが2012年に発表した小説『The Revised Fundamentals of Caregiving』を原作としている。
サンダンス映画祭で上映された以外は劇場公開はされず、Netflixによるオリジナル映画として世界各国で配信されている。

## ストーリー
息子の死をきっかけに作家の道を断念したベンは新しい職に就くために、6週間の介護訓練コースを受講することとなった。受講後、ベンはイギリス人のエルサに雇われることとなった。エルサの息子であるトレヴァー（18歳）はデュシェンヌ型筋ジストロフィーを患っていた。その冷笑的かつ怒りっぽい性格のために、トレヴァーと上手くやっていける介護士はなかなか見つからなかったのであった。トレヴァーの問題行動にも真剣に対応していった結果、ベンはトレヴァーとあっという間に信頼関係を築くことができた。そんなある日、ベンはトレヴァーが世界一深い洞穴に関心を持っていることを知った。そこで、ベンはトレヴァーに「洞穴を見に行こう」と誘った。トレヴァーとベンの距離が日に日に縮まっていく姿を見て、エルサは大きな不安を抱くようになった。というのも、トレヴァーの父親は息子が難病と診断された途端、離婚を申し入れ、それ以降手紙以外で息子とやり取りすることを避けていたためである。エルサはトレヴァーがベンを父親代わりの存在と思ってしまうのではないかと懸念していたのだ。その頃、ベンは自分を監視している人間がいることに気が付いた。彼はベンの妻が雇った探偵であった。
悩んだ末に、エルサはベンとトレヴァーの小旅行を許可した。道中、トレヴァーは「僕の父さんはソルトレイクシティで自動車販売をやっていると言うけど、一度会ってみたいなあ」と漏らした。2人は給油するために立ち寄ったガソリンスタンドで、ドットという名前の女の子と出会った。トレヴァーとドットは喧嘩を始めたが、ベンが仲裁に入ったため事なきを得た。その後、2人はドットがヒッチハイクしているところに出くわした。ベンはドットを乗せていくことに決めた。ドットは自分の生活を立て直すためにデンバーへと向かうつもりなのだという。トレヴァーとドットが仲良くなっていく姿を微笑ましく見ていたベンだったが、自分たちが乗る車が何者かに付けられていることに気が付いた。立ち寄ったモーテルでベンは2人にそのことを告げた。ベンは「どうせ妻の差し金だろう」と考えていた。
高速道路を下りた3人はピーチズという名前の妊婦が自動車の故障で立ち往生しているところに遭遇した。ピーチズは夫が軍役で国外へ行くことになったため実家で子供を産む決断をし、そのために長距離移動をしていたのだという。ベンはピーチズも車に乗せてあげることにした。その夜、トレヴァーはドットをデートに誘い、2人はモーテルの向かいにあるダイナーで食事をした。本人たちはベンやピーチズに内緒で行動しているつもりだったが、2人はしっかりデートの様子を観察していた。デートが上手く行っている様子を見たベンは感動して眠りに就いた。翌日、一行はトレヴァーの父親の元へ向かった。トレヴァーが父親に「手紙を書いてくれて嬉しかったんだ」と言ったが、父親は何のことだか分からない様子であった。それもそのはずである。「父親の手紙」と思っていたものは、息子を不憫に思ったエルサが父親の名を騙って書いたものだったからである。父親が自分を完全に見捨てていたという事実に衝撃を受けたトレヴァーは、怒りのあまり「もう家に帰ろう」と言い出したが、ドットの説得で旅を続けることになった。
一行は世界で最も深い洞穴に到着し、ベン以外の3人は最下層へと下りていった。謎の車が最後まで自分たちを付けたことを不快に思ったベンは、トラブル覚悟で一喝してやろうと運転席を覗いた。運転席にいたのはドットの父親であった。「娘が気がかりで仕方がなかった」と釈明するドットの父親に半ば呆れたベンではあったが、妻が差し向けた人間ではなかったと知ってほっと一息つくのだった。それも束の間、ベンの携帯に「緊急事態が起きたから下層に降りてきてほしい」という電話がかかってきた。その電話の主はドットであった。

## キャスト
※括弧内は日本語吹替
- ベン - ポール・ラッド（木内秀信）
- トレヴァー - クレイグ・ロバーツ（本城雄太郎）
- ドット - セレーナ・ゴメス（遠藤綾）
- エルサ - ジェニファー・イーリー（藤本喜久子）
- ピーチズ - ミーガン・ファーガソン（英語版）（かないみか）
- ボブ - フレデリック・ウェラー（英語版）（清水明彦）
- キャッシュ - ボビー・カナヴェイル（江川央生）
- ジャネット - ジュリア・デントン
- その他の日本語吹替：山口協佳／本多新也／桂一雅／伊沢磨紀／八戸優／川上彩／櫻庭有紗

日本語版スタッフ：演出：藤本直樹、翻訳：宮川桜子、録音・調整：吉沼秀夫、録音スタジオ：ACスタジオ、制作：ACクリエイト、吹替版ミキシング・スタジオ：プロセンスタジオ

## 製作
2012年10月11日、ワールドワイド・パンツがジョナサン・エヴィソンの小説『The Revised Fundamentals of Caregiving』の映画化権を購入し、ロブ・バーネットが監督と脚色を兼任すると発表した。2015年1月7日、ポール・ラッドが本作の主演に起用されたとの報道があった。13日、セレーナ・ゴメスの出演が決まったと報じられた。12月7日、本作のタイトルが『The Revised Fundamentals of Caregiving』から『The Fundamentals of Caring』に変更されると発表された。
本作の主要撮影は2015年1月22日にジョージア州アトランタで始まり、同年2月26日に終了した。なお、撮影は同州内のカーターズビルでも行われた。

## 公開
2016年1月15日、Netflixが本作の全世界配給権を購入したと報じられた。31日、本作はサンダンス映画祭のクロージングナイト作品としてプレミア上映された。

## 評価
本作は批評家から好意的に評価されている。映画批評集積サイトのRotten Tomatoesには31件のレビューがあり、批評家支持率は77%、平均点は10点満点で6.3点となっている。また、Metacriticには11件のレビューがあり、加重平均値は55/100となっている。